# Rivo (torrente)
Il torrente Rivo è un affluente del fiume Nera, che nasce sui Monti Martani e scorre interamente nel comune di Terni.

## Descrizione
La sua lunghezza è di circa 7,2 km. La sorgente si trova vicino al monte La Croce, a poco meno di 900 m s.l.m., ma si tratta di un fontanile abbandonato con una cisterna. Il torrente prosegue il suo corso nella sua piccola valle, tra le colline che la separano dalla conca e le montagne a nord; spesso pieno d'acqua nei mesi invernali, d'estate è invece ridotto a un rigagnolo. Giunto in prossimità di Terni, attraversa il quartiere di Borgo Rivo e sfocia poi nel Nera. In città d'inverno scorre beato nel suo letto in larga parte cementato.
Da fine settembre a metà aprile l'acqua scorre spesso, mentre d'estate è praticamente sempre vuoto nella zona urbana ed è un ruscello in campagna.
Il suo principale affluente è il Fosso delle Calcinare.